# Concilio de la plebe
El concilio de la plebe (concilia plebis) se formó tras la secessio plebis en el Monte Sacro en el 494 a. C. para reclamar su derecho a participar en la vida política de la civitas. En esta circunstancia la plebe se dio una organización: además de los concilia plebis, se crearon los tribunos de la plebe, los ediles; las deliberaciones de la plebe reunida en la asamblea convocada por el tribuno de la plebe se llamarían plebiscita (plebiscito). De estas asambleas, por supuesto, los patricios quedarían excluidos: la plebe obtuvo en este momento la posibilidad de su propia iniciativa política.

## Funciones, forma y lugar de reunión
Las asambleas de los plebeyos (concilia plebis) se dividían internamente en tribus territoriales, 35 en total de las cuales 4 eran urbanas y 31 rústicas.
Eran convocada por el tribuno de la plebe, que a su vez era elegido por esta misma asamblea. Los plebiscitos, es decir, las deliberaciones de la plebe, se equiparan a las leyes desde el año 287 a. C. con la lex Hortensia. Además de las funciones electorales (elección de tribunos y ediles) y legislativas, los plebiscitos también cumplían una función judicial. El lugar donde se reúnía la asamblea es el Aventino, fuera del pomerium, la esfera sagrada de la ciudad. En lo que respecta a los asuntos jurídicos y administrativos, las fuentes informan también de que el Foro y el Capitolio eran lugares de reunión. El Campo de Marte se utilizaba para las elecciones al final de la república.

## Modalidades de votación comunes a todas las asambleas
Los ciudadanos eran llamados dentro de su propia unidad a dar o negar su consentimiento a la propuesta hecha con un simple voto de sí o no. La opción del individuo se contaba con la de sus compañeros de la tribu y la mayoría de las posiciones se convertían en la de toda la unidad.